# Cloud Script
Cloud Script ist das Debütalbum von Joshua Abrams’ gleichnamiger Band. Die am 26. September 2016 im Electrical Audio Studio, Chicago, entstandenen Aufnahmen erschienen am 8. Oktober 2020 auf RogueArt.

## Hintergrund
Der Bassist Joshua Abrams gilt als eine tragende Säule der kreativen Musik in Chicago, urteilte Kevin Whitehead. Abrams hat als Sideman viele Dutzend Platten aufgenommen, seine eigene Band Natural Information Society geleitet und Musik für Dokumentarfilme komponiert. Sein Album Cloud Script ist für ein Quartett konzipiert, das Abrams zusammengestellt hatte, um 2016 beim Hyde Park Jazz Festival zu spielen, bevor es am nächsten Tag im Studio aufgenommen wurde. Die Formation von Joshua Abrams, der auch sämtliche Kompositionen schrieb, besteht aus dem Saxophonisten Ari Brown, dem Gitarristen Jeff Parker und dem Schlagzeuger Gerald Cleaver.

## Titelliste
- Joshua Abrams’ Cloud Script – Cloud Script (RogueArt,  )[2]

1. In Place of Memory 9:08
2. Harbor 4:59
3. Echo Tracer 8:55
4. Duke Hill 5:46
5. Collapsing Novelty 9:25
6. Coniunctio 7:19

Die Kompositionen stammen von Joshua Abrams.

## Rezeption

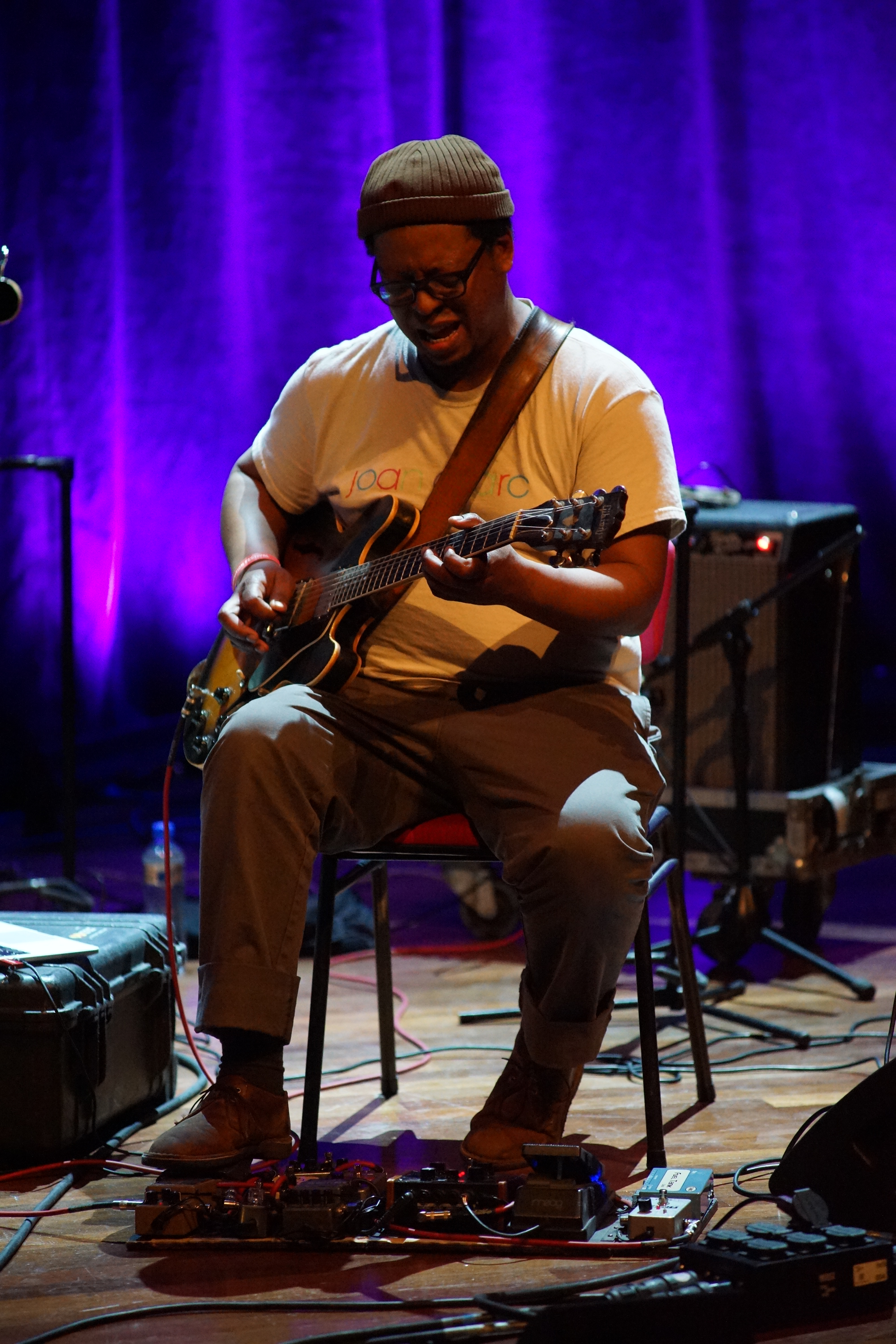
Jeff Parker beim Transition Festival Utrecht 2017

Joshua Abrams Chamäleon-haftes Quartett klinge „auf überschwängliche Weise widerspenstig“, schrieb Kevin Whitehead (Texas Public Radio). Zwar könne das Quartett von Joshua Abrams durchaus grooven und auch hübsch spielen; aber sie alle würden auch Free Jazz mögen. Dem Gitarristen Jeff Parker gelinge es, sich innerhalb des Ensembles niederlassen und seine Töne schmutzig zu machen, anstatt [solistisch] nach vorne zu stolzieren. Auf diese Weise leiste er im Hintergrund sehr kreative Arbeit. An einer Stelle würde er Ari Browns Tenor mit schrillen Gitarrenharmonien begleiten – hartnäckig, aber irgendwie stimmig, wie Thelonious Monks Klavierbomben hinter einem Bläser. Diese ego-freie Klangbalance des Albums sei typisch für Joshua Abrams, ein Zeichen dafür, dass es bei der Musik auf Cloud Script weniger um ihn selbst als vielmehr um das Kollektiv geht. Es gehe darum, Teil von etwas Größerem zu sein, bei dem jeder Spieler allein durch die Art und Weise, wie er [in das musikalische Geschehen] eingreift, letztlich stärker sei.